# Chileense elenia
De Chileense elenia (Elaenia chilensis) is een zangvogel uit de familie Tyrannidae (tirannen). 

## Verspreiding en leefgebied
Deze soort komt voor van zuidelijk Bolivia tot zuidelijk Argentinië en Chili.

## Status
De Chileense elenia komt niet als aparte soort voor op de lijst van het IUCN, maar is daar een ondersoort van de witkuifelenia (E. albiceps chilensis).